# Tara (Irsko)

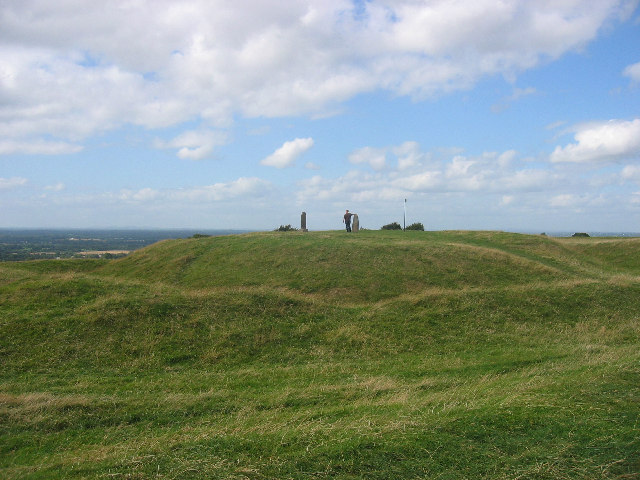
Tara

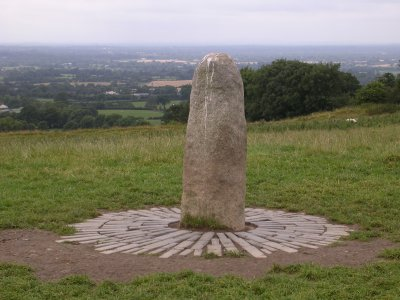
Lia Fáil, Kámen osudu neboli korunovační kámen v Taře

Tara (anglicky Hill of Tara, irsky Teamhair na Rí – „Hora králů“) je kopec v hrabství Meath v provincii Leinster v Irsku.
Je poblíž řeky Boyne. Jedná se o dlouhý vápencový hřeben probíhající mezi Navanem a Dunshaughlinwm v hrabství Meath. Nadmořská výška je 197 m n. m. Výška kopce od úpatí je 180 m.
Je to nejstarší a nejvíce ctěná irská památka, sídlo nejvyšších irských králů (irsky Árd Rí Éireann, anglicky High Kings of Ireland) do roku 1169 (takto nazývaní irští králové vládli přibližně do 14. století).
V blízkosti 1,2 km od kopce Tara má vést dálnice M3 (rozšíření současné silnice N3), což od roku 2008 vyvolávalo protesty obyvatel.